# Igor Newerly
Igor Newerly, de son vrai nom Igor Abramow-Newerly (né le 24 mars 1903 à Zwierzyniec en voïvodie de Podlachie, décédé le 19 octobre 1987 à Varsovie), est un écrivain et pédagogue polonais.

## Biographie
Né dans une famille russo-polonaise, son grand-père, Jozef Neverly, d'origine tchèque, était maître des chasses du tsar Nicolas II (gardien des forêts et organisateur de la chasse pour le roi), et son père, Nikolaï Abramov, fut capitaine du 8e régiment estonien de l'Armée impériale russe.
Il étudia le droit à l'université de Kiev (dont il sera exclu plus tard pour des raisons politiques, arrêté et envoyé à Odessa en 1924). Il étudia la pédagogie au département des sciences sociales de la Wolna Wszechnica Polska (école privée de Varsovie).
Dans les années 1918-1921, il fut actif dans l'organisation de Jeunesses léninistes (Komsomol), qu'il quitta en groupe avec d'autres camarades. Après la mise en place d'un cercle social-démocrate à Kiev, il fut arrêté et envoyé à Odessa. Après l'édition et la distribution d'un tract en face de la Bourse du travail à Odessa, il fut condamné administrativement à la Déportation, mais pendant le trajet, il parvint à s'enfuir par les Îles Solovetski et quitta illégalement l'URSS par le Horyn. À partir de 1925, il prit part à Varsovie au mouvement de la pédagogie active, prenant contact avec Janusz Korczak. En 1926, il devint son secrétaire. En 1932, il eut pour tâche la rédaction de Mały Przegląd, un supplément hebdomadaire au journal judéo-polonais Nasz Przegląd, écrit par des enfants. Il en entreprit la rédaction jusqu'en 1939.
Il commença en 1932 une carrière d'écrivain sous le nom de Jerzy Abramov.
Pendant l'occupation, il entre dans la Résistance et fut arrêté en 1943 par la Gestapo, et envoyé en camp de concentration à Majdanek, Auschwitz, Oranienbourg et Bergen-Belsen.
En 1945, il reprit une carrière dans la pédagogie. Il travailla au Robotniczym Towarzystwie Przyjaciół Dzieci, et fut rédacteur de la revue pour enfants Świat Przygód.
Après la guerre, il eut une importante activité et un rôle important dans la vie littéraire, s'occupant du Cercle des Jeunes Écrivains, à partir de 1964, pendant deux décennies il eut la fonction de président de la section de Varsovie du Związek Literatów Polskich (Association polonaise de littérature).
S'inspirant de Souvenir de l'Usine de Cellulose (Pamiątka z Celulozy), Jerzy Kawalerowicz réalise un film en deux parties, Cellulose (Celuloza) et Sous l'étoile phrygienne (Pod Gwiazdą Frygijską). Ses œuvres furent traduites dans différentes langues.
Dans un geste d'aide aux dissidents face au régime communiste, il prit pour secrétaire Jacek Kuroń.
Il était marié à Barbara Jarecka et est le père de l'écrivain et dramaturge Jarosław Abramow-Newerly.

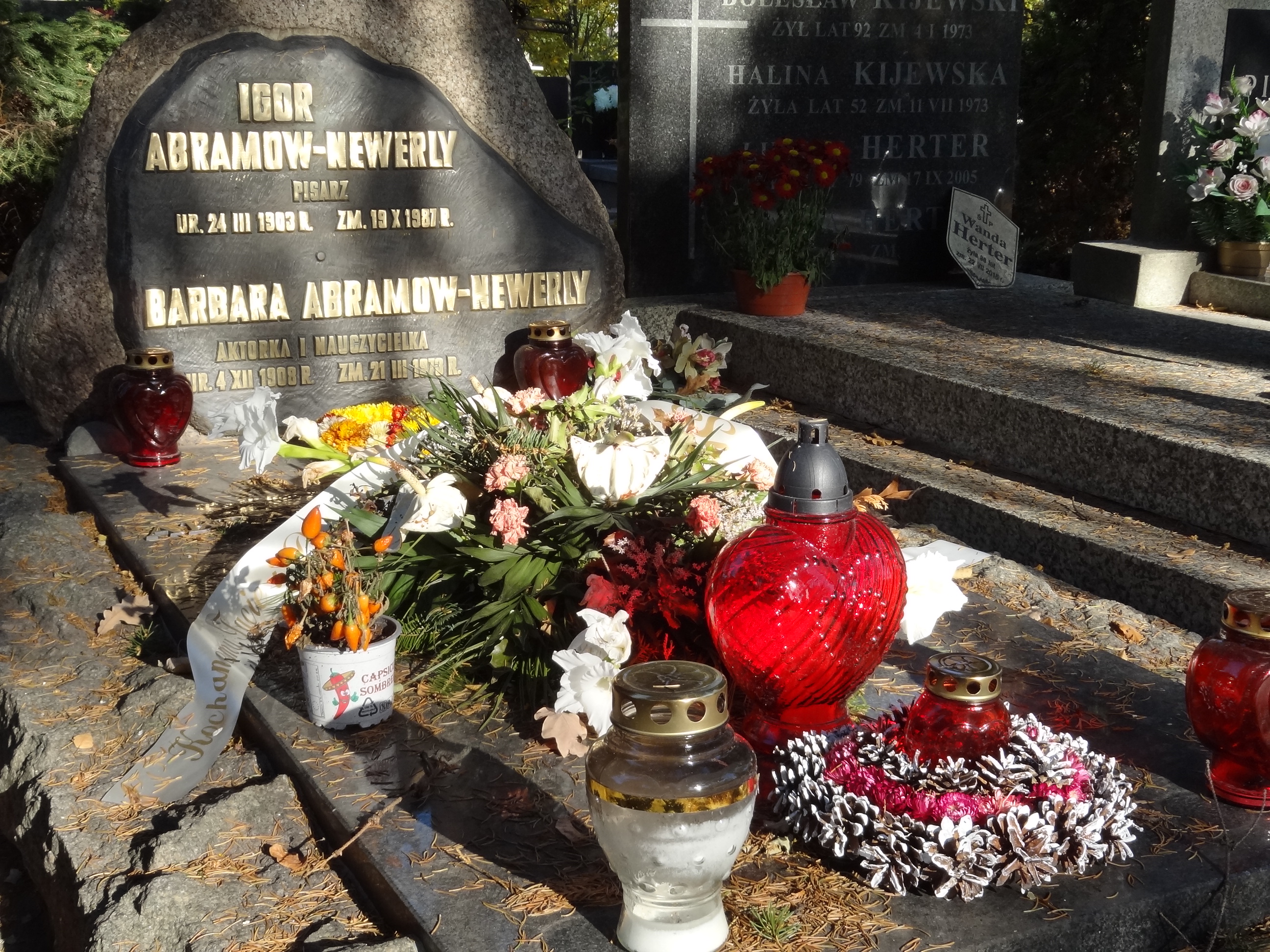
La tombe d'Igor Neverly à Varsovie à la veille de la Toussaint de 2021

## Sources
- (pl) Cet article est partiellement ou en totalité issu de l’article de Wikipédia en polonais intitulé « Igor Newerly » (voir la liste des auteurs).